# Agrius variegata
Agrius variegata är en fjärilsart som beskrevs av Tutt 1904. Agrius variegata ingår i släktet Agrius och familjen svärmare. Inga underarter finns listade i Catalogue of Life.